# Laurien Leurink
Laurien Leurink (Utrecht, 13 november 1994) is een Nederlandse hockeyster die als middenvelder speelt bij SCHC.
Leurink begon bij Kampong en verruilde die club in 2015 voor Laren. Datzelfde jaar debuteerde ze voor de  Nederlandse hockeyploeg. In 2015 werd ze met het Nederlands zaalhockeyteam wereldkampioen. Leurink maakte deel uit van de Nederlandse selectie op de Olympische Zomerspelen 2016. Leurink reikte met het Nederlands hockeyteam tot de finale. Groot-Brittannië was hierin de tegenstander. Nadat de wedstrijd op 3-3 was blijven steken in de reguliere speeltijd bleek Groot-Brittannië een maatje te groot in de shoot-out-serie (0-2). Leurink was een van de vier speelsters die niet scoorde in de shoot-out.
In 2021 behoorde ze opnieuw tot de Nederlandse ploeg tijdens de Olympische Spelen in Tokio. Leurink speelde in alle wedstrijden en scoorde daarin éénmaal. Met Oranje won ze goud, door in de finale Argentinië met 3-1 te verslaan. 
Ze doorliep het Utrechts Stedelijk Gymnasium en studeerde daarna psychologie aan de Universiteit Utrecht.

## Internationale erelijst
- Olympische Spelen 2016
- Europees kampioenschap 2017
- Wereldkampioenschap 2018
- Champions Trophy 2018
- Europees kampioenschap 2019
- Europees kampioenschap 2021
- Olympische Spelen 2020 (2021) te Tokio
- Hockey Pro League 2021-2022
- Wereldkampioenschap 2022

Naomi van As · 
Willemijn Bos · 
Carlien Dirkse van den Heuvel · 
Margot van Geffen · 
Eva de Goede · 
Ellen Hoog · 
Kelly Jonker · 
Marloes Keetels · 
Laurien Leurink · 
Caia van Maasakker · 
Kitty van Male · 
Maartje Paumen · 
Joyce Sombroek · 
Maria Verschoor · 
Xan de Waard · 
Lidewij Welten ·
Coach: Alyson Annan
Felice Albers · 
Margot van Geffen ·  
Eva de Goede · 
Marloes Keetels · 
Josine Koning · 
Sanne Koolen · 
Laurien Leurink · 
Caia van Maasakker · 
Frédérique Matla ·  
Laura Nunnink · 
Malou Pheninckx · 
Pien Sanders ·  
Lauren Stam · 
Maria Verschoor · 
Xan de Waard · 
Lidewij Welten · 
Coach: Alyson Annan